# Campionato mondiale velocità Sidecar
Il Campionato mondiale Sidecar, noto anche come Superside, è il campionato di velocità organizzato dalla FIM per i sidecar.
La categoria sidecar fu inclusa nel motomondiale già dalla sua prima edizione, ma la denominazione "Superside" fu coniata nel 1997, quando venne decisa l'esclusione dei sidecar dal circuito organizzativo del motomondiale e l'accorpamento a quello del campionato mondiale Superbike.

## Pilotaggio
Spingere un sidecar al limite delle sue prestazioni impone al pilota e al passeggero una particolare e spettacolare tecnica di pilotaggio per poter avere la meglio sulla marcata asimmetria del veicolo, sia geometrica che della distribuzione dei pesi, che influenza pesantemente la dinamica del veicolo: sempre presente nel sidecar è l'imbardata indotta dalla spinta del motore in accelerazione (che fa girare il veicolo dalla parte del carrozzino) e dai freni nel caso opposto (con opposto effetto). Inoltre la moto, che è molto più pesante del carrozzino e non può piegarsi per contrastare la forza centrifuga, tende a ribaltarsi quando affronta a velocità eccessiva (detto "punto di ribaltamento") una curva dal lato del carrozzino, imponendo all'equipaggio di contrastare questo effetto spostando il loro peso all'interno della curva. Tale compito grava fondamentalmente sul passeggero, che resta acquattato dietro la carena durante la percorrenza dei tratti rettilinei per opporre la minore resistenza aerodinamica e si appende letteralmente a sbalzo in curva, spostando il proprio peso verso il centro della curva per mantenere il baricentro dell'intero "sistema" (il sidecar più il suo equipaggio) nella posizione più vantaggiosa per l'equilibrio del mezzo, rendendolo così sostanzialmente più veloce.

## Storia

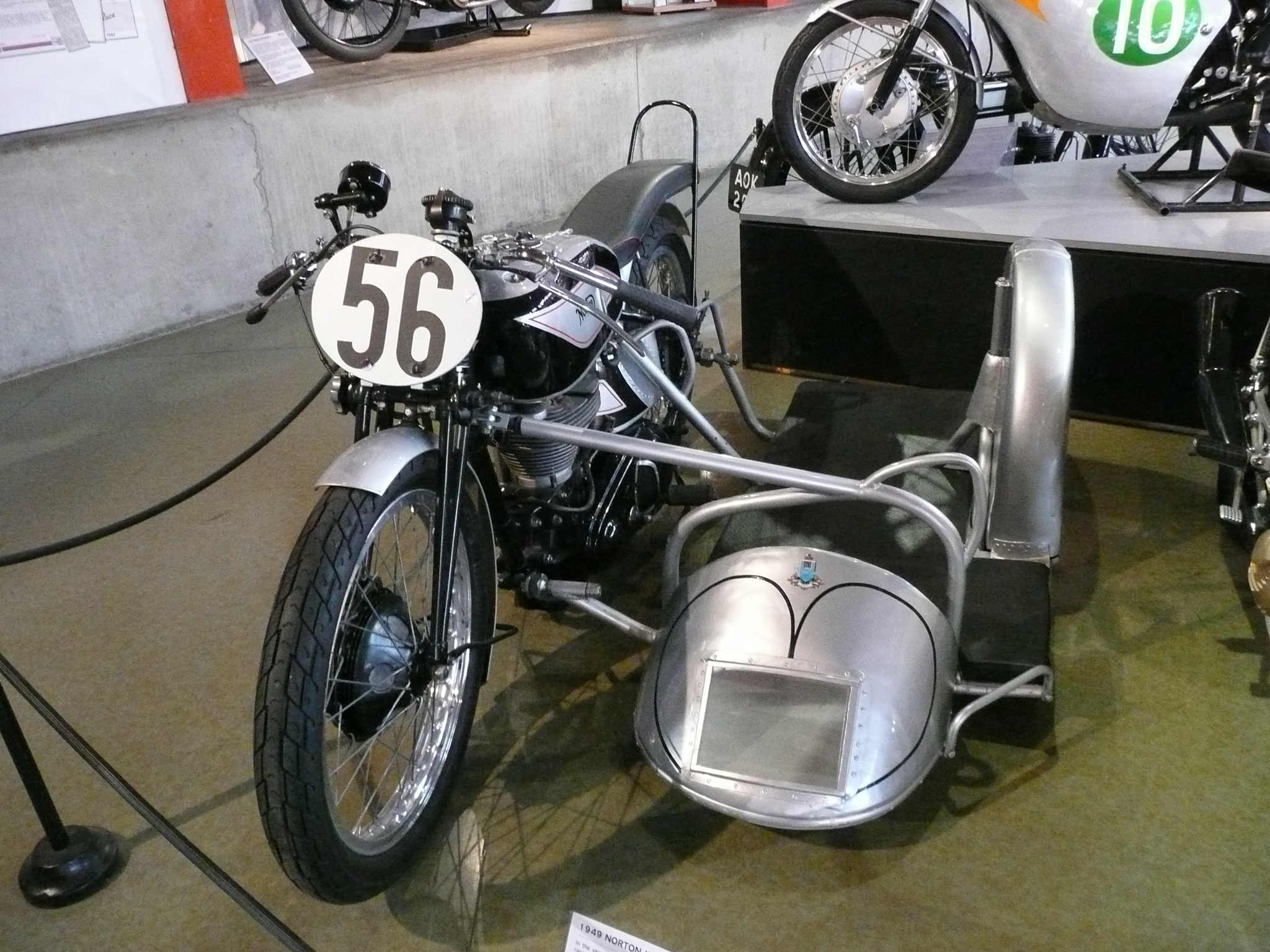
Un sidecar Norton-Watsonian utilizzato nel mondiale del 1949.

Il primo Campionato del Mondo sidecar si disputò nel 1949. Fino al 1950 vi erano ammessi mezzi fino a 600 cm³, mentre successivamente la cilindrata fu ridotta a 500 cm³. Nei primi anni (fino al 1953) dominarono la categoria mezzi a motore Norton; dal 1954 iniziò l'epopea della BMW, dominatrice della categoria fino al 1974 (con l'eccezione delle stagioni 1968 e 1971). Il 1975 vide il primo titolo di un sidecar con motore a due tempi: il Busch motorizzato König dei tedeschi Steinhausen-Huber.
Inizialmente, il sidecar da competizione era pressoché simile al modello stradale, ovvero costituito da una moto alla quale veniva aggiogato un carrozzino. La prima significativa evoluzione tecnica si vide sul veicolo dell'equipaggio inglese Eric Oliver - Stan Dibben, vincitori del Motomondiale 1953. Il side iridato, costruito dalla Watsonian su meccanica Norton, fu portato al debutto nella gara di apertura della stagione ed era realizzato intorno a un telaio monotrave (unico per moto e carrozzino) appositamente progettato, poteva contare su ruote dal diametro ridotto a 16", forcelle accorciate e una struttura allungata con pedane arretrate, che consentiva al pilota una posizione di guida quasi inginocchiata, molto diversa da quella classica del motociclista, allo scopo di ridurre la sezione frontale e la resistenza all'avanzamento. Si passò poi a telai del tipo a piattaforma, con il serbatoio della benzina e la batteria posizionati, a seconda dei casi, tra la moto e il carrozzino o sul carrozzino. Dagli anni cinquanta si diffusero le carenature "a campana" che coprivano la ruota anteriore, permesse sui sidecar anche dopo il loro divieto sulle moto a fine 1957; dagli anni sessanta si assistette a un'ulteriore diminuzione delle dimensioni delle ruote, così da rendere i sidecar sempre più bassi.
Uno tra i più chiari esempi di innovazione fu la serie dei sidecar "CAT" di Rudi Kurth che, dopo aver realizzato nella prima metà degli anni sessanta dei sidecar a telaio tubolare "unico" per il campione Fritz Scheidegger (dotati di forcella a bracci oscillanti), realizzò nel 1966 per sé il suo primo sidecar con telaio "a piattaforma" - definito all'epoca "il sidecar più basso mai costruito" - con travi in acciaio su cui poggiava la meccanica BMW e il pianale del passeggero, per poi evolvere il concetto negli anni seguenti e arrivando a realizzare nel 1976 un veicolo (il CAT III) con telaio monotrave centrale in alluminio - che fungeva anche da serbatoio - e con le sospensioni a quadrilateri deformabili e il manubrio che azionava sia la ruota anteriore che quella del carrozzino.

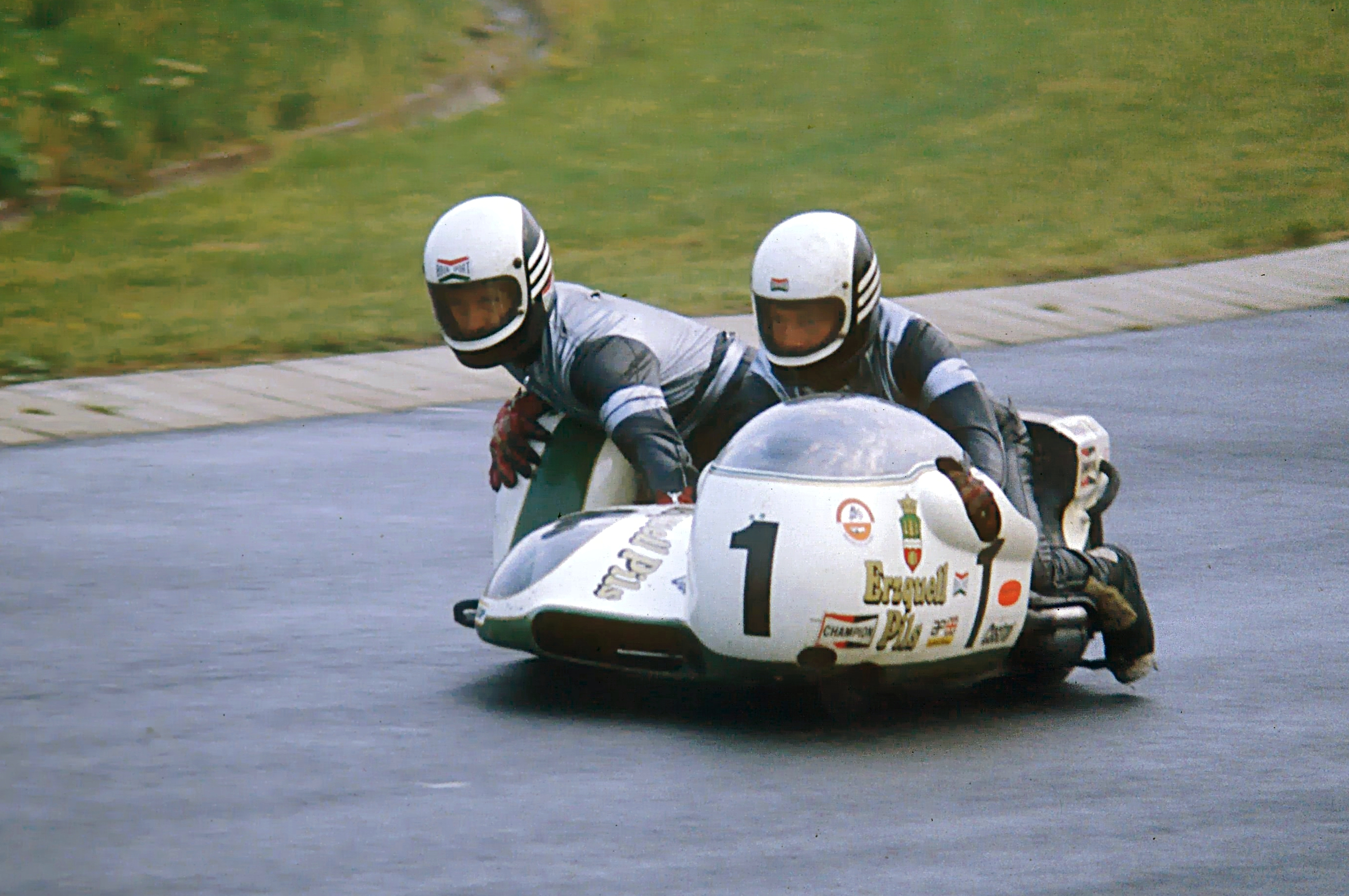
L'equipaggio Steinhausen/Huber al GP di Germania 1976.

La rivoluzione venne portata a compimento nel 1977, quando il britannico George O'Dell riuscì a vincere il Mondiale impiegando un mezzo - il Seymaz motorizzato Yamaha – dotato anch'esso di un sistema di sterzata indiretta. A questo fece seguito, nel 1978, Rolf Biland, vincitore del titolo con un mezzo, il BEO Imagine 77A motorizzato Yamaha, a due ruote motrici (le posteriori). Nel 1979 la FIM decise di “sdoppiare” il campionato dei sidecar: una categoria (la B2A) accoglieva i mezzi tradizionali, mentre un'altra categoria (la B2B) accoglieva i prototipi che si discostavano dai primi. In quest'ultima categoria il titolo fu vinto da Bruno Holzer, su un LCR che di motociclistico aveva ben poco (aveva un volante e dei pedali per freni, frizione, acceleratore). Sui mezzi di Biland e Holzer, inoltre, i passeggeri non avevano alcuna funzione, sebbene fossero presenti. Per evitare che i sidecar si allontanassero dall'essere motocicli, la FIM bandì i prototipi nel 1980, per riaccoglierli nel 1981 ad alcune condizioni: una sola ruota motrice posteriore e una sola ruota sterzante anteriore allineate tra loro (tolleranza massima laterale di 75 mm), obbligo di utilizzo di un manubrio e partecipazione attiva del passeggero. Le regole del 1981 sono ancora in gran parte valide; a fine anni novanta la FIM permise l'uso di sospensioni anteriori di tipo automobilistico.
I rapporti tra sidecaristi e organizzatori del Mondiale iniziarono a farsi tesi da inizio anni novanta, con l'arrivo della Dorna: nelle stagioni 1993 e 1994 i sidecar videro la loro classe corrersi a metà tra motomondiale e mondiale Superbike. L'ultima annata dei sidecar all'interno del Motomondiale fu il 1996; a fine stagione fu deciso di escludere i “tre ruote” dal Mondiale, e venne istituita una Coppa del Mondo.

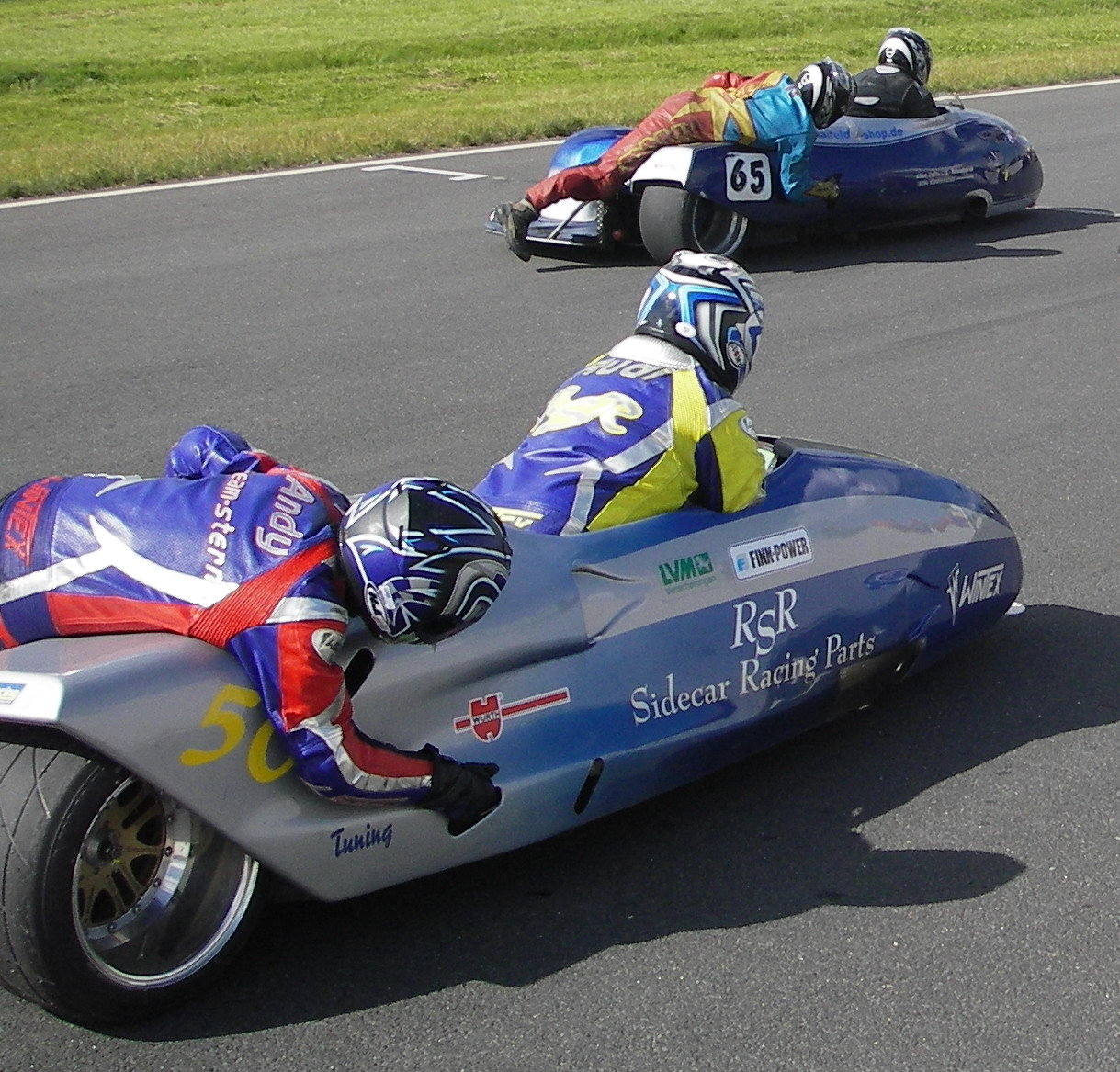
Un sidecar della Formula 1 sulla griglia di partenza.

Dal 1998 vennero ammessi, oltre ai motori 500 cm³ a 2 tempi, anche i 1000 cm³ 4 tempi, che iniziarono a dominare la categoria dal 1999, e dal 2001 sono gli unici motori ammessi. Dal 1999 i sidecar corsero in concomitanza con le prove del mondiale Superbike, restando agganciati alle derivate di serie sino al 2003. Nel 2004, con il divorzio dalla SBK, il Mondiale sidecar (ribattezzato dal 2001 “Superside”), si svolse in 3 gare in una sola giornata. Dal 2005 il mondiale Superside si svolge di nuovo su più prove, secondo un format particolare che prevede tre tipi di gare (un GP può avere tutti e tre i tipi oppure solo uno o due di essi):
- Match Race: gli equipaggi sono divisi in gruppi e corrono delle brevi manche. I vincitori e migliori piazzati nelle manche avanzano a delle manche semifinali, finché i migliori sei equipaggi corrono la finale. Le manche durano di solito tre giri.
- Sprint Race: tutti gli equipaggi partecipano a una breve gara (spesso di dodici giri).
- Gold Race: tutti gli equipaggi partecipano a una gara (spesso lunga il doppio della Sprint Race). Viene corsa usualmente quando il Mondiale Sidecar è a supporto del motomondiale o del mondiale Superbike.

Per la stagione 2010 è stata introdotta una Coppa del Mondo riservata ai sidecar Formula 2 (600 cm³ 4 cilindri), sulla scia del Sidecar TT, dove questi motoveicoli sono già utilizzati da molti anni.

## Tecnica e classi di sidecar
Attualmente i sidecar da competizione sono suddivisi in due classi e sono prototipi da competizione che rispettano in larga parte i dettami stabiliti dal regolamento nel 1981, come la partecipazione attiva del passeggero, la guida tramite manubrio, la posizione prona del pilota, la carenatura integrale, la presenza di una sola ruota motrice posteriore (azionata da catena o cinghia), l'allineamento longitudinale tra la ruota sterzante e quella motrice (tolleranza massima laterale di 75 mm), il disallineamento trasversale tra la ruota motrice e quella del carrozzino e il centraggio del motore rispetto alla ruota posteriore (tolleranza massima laterale di 160 mm).
È previsto, infatti, che se si guarda il veicolo dal davanti, la ruota sterzante debba "nascondere" quella motrice e che se lo si guarda dal lato del carrozzino la ruota di quest'ultimo non deve "coprire" quella motrice, impedendo di fatto la partecipazione ai mezzi dotati di asse posteriore (i cosiddetti trike, come il summenzionato BEO di Rolf Biland) e o di due ruote anteriori sterzanti, come l'autociclo motorizzato BMW realizzato nel 1966 da Chris Vincent, che era stato subito "bandito" dalla FIM. La ruota del carrozzino, inoltre, può essere dotata di freno, ma deve essere priva di sospensione.
C'è da aggiungere che da molti anni questi veicoli impiegano pneumatici di tipo automobilistico, di norma gli stessi usati in Formula 3, in quanto la loro dinamica di guida (a differenza delle moto essi non "piegano" in curva) rende controproducente l'uso di ruote dal profilo motociclistico.
Formula 1

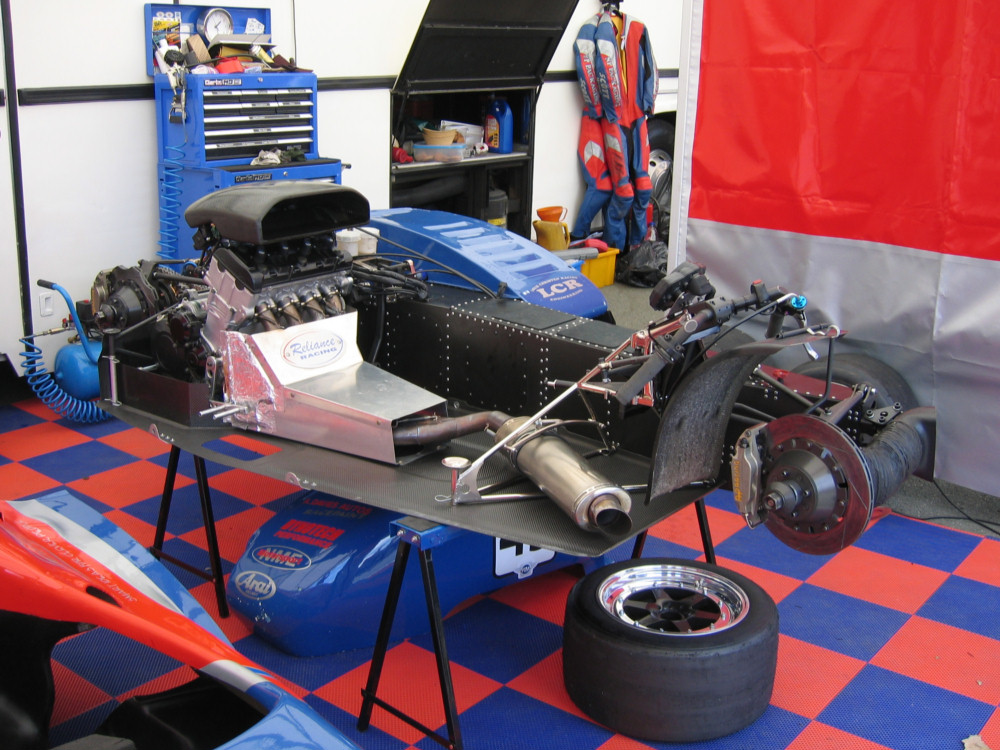
Un sidecar della Formula 1 privo di carenatura.

La classe regina dei sidecar ammette veicoli dotati di telai altamente evoluti, di norma monoscocche in alluminio, fibra di carbonio o altre leghe leggere, con sospensioni multilink o a quadrilateri deformabili di derivazione automobilistica anche sulla ruota anteriore. Sono ammessi propulsori fino a 1000 cm³ di cilindrata, che di solito sono derivati da quelli utilizzati in Superbike e vengono installati alle spalle del pilota in prossimità della ruota motrice, dando vita a mezzi molto affusolati con un lungo interasse e un'elevata stabilità alle alte velocità.
Formula 2
La classe cadetta dei sidecar, invece, ammette solo telai tubolari allo scopo di ridurre i costi rispetto alla Formula 1 e la sospensione anteriore è affidata a una classica forcella. Sono ammessi propulsori fino a 600 cm³ di cilindrata, che di solito sono derivati da quelli utilizzati nella Supersport e vengono installati in prossimità della ruota sterzante, con il pilota che vi giace sopra, dando vita a mezzi molto compatti con un interasse corto e un'agilità talmente elevata da poter rivaleggiare con i mezzi di Formula 1 sulle piste più tortuose. Questa categoria di sidecar viene impiegata anche nel Sidecar TT.

## Albo d'Oro
Dove non indicata la nazionalità del passeggero si intende uguale a quella del pilota.

### Coppa del Mondo Sidecar (1997-2000)
| Stagione                           | Pilota        | Passeggero    | Costruttore |
| ---------------------------------- | ------------- | ------------- | ----------- |
| 1997                               | Steve Webster | David James   | LCR-ADM     |
| 500 cm³ 2 tempi o 1000 cm³ 4 tempi |               |               |             |
| 1998                               | Steve Webster | David James   | LCR-Honda   |
| 1999                               | Steve Webster | David James   | LCR-Suzuki  |
| 2000                               | Steve Webster | Paul Woodhead | LCR-Suzuki  |

### Superside (2001-2009)
| Stagione         | Pilota            | Passeggero       | Costruttore      |
| 1000 cm³ 4 tempi | 1000 cm³ 4 tempi  | 1000 cm³ 4 tempi | 1000 cm³ 4 tempi |
| ---------------- | ----------------- | ---------------- | ---------------- |
| 2001             | Klaus Klaffenböck | Christian Parzer | LCR-Suzuki       |
| 2002             | Steve Abbott      | Jamie Biggs      | Windle-Yamaha    |
| 2003             | Steve Webster     | Paul Woodhead    | LCR-Suzuki       |
| 2004             | Steve Webster     | Paul Woodhead    | LCR-Suzuki       |
| 2005             | Tim Reeves        | Tristan Reeves   | LCR-Suzuki       |
| 2006             | Tim Reeves        | Tristan Reeves   | LCR-Suzuki       |
| 2007             | Tim Reeves        | Patrick Farrance | LCR-Suzuki       |
| 2008             | Pekka Päivärinta  | Timo Karttiala   | LCR-Suzuki       |
| 2009             | Ben Birchall      | Tom Birchall     | LCR-Suzuki       |

### Sidecar World Championship (2010-)
| Stagione  | Pilota                                                 | Passeggero                                             | Costruttore                                            |
|           | Formula 1 1000 cm³ 4 tempi, Formula 2 600 cm³ 4 tempi  | Formula 1 1000 cm³ 4 tempi, Formula 2 600 cm³ 4 tempi  | Formula 1 1000 cm³ 4 tempi, Formula 2 600 cm³ 4 tempi  |
| --------- | ------------------------------------------------------ | ------------------------------------------------------ | ------------------------------------------------------ |
| 2010      | Pekka Päivärinta                                       | Adolf Hänni                                            | LCR-Suzuki                                             |
| 2011      | Pekka Päivärinta                                       | Adolf Hänni                                            | LCR-Suzuki                                             |
| 2012      | Tim Reeves                                             | Ashley Hawes                                           | LCR-Suzuki                                             |
| 2013      | Pekka Päivärinta                                       | Adolf Hänni                                            | LCR-Suzuki                                             |
| 2014      | Tim Reeves                                             | Gregory Cluze                                          | LCR-Kawasaki                                           |
| 2014 (F2) | Tim Reeves                                             | Gregory Cluze                                          | DMR                                                    |
| 2015      | Bennie Streuer                                         | Geert Koerts                                           | LCR-Suzuki                                             |
| 2015 (F2) | Tim Reeves                                             | Patrick Farrance                                       | DMR-Honda                                              |
| 2016      | Pekka Päivärinta                                       | Kirsi Kainulainen                                      | LCR-BMW                                                |
| 2016 (F2) | Ben Birchall                                           | Tom Birchall                                           | DMR-Honda                                              |
| 2017      | Ben Birchall                                           | Thomas Birchall                                        | LCR-Yamaha                                             |
| 2018      | Ben Birchall                                           | Thomas Birchall                                        | LCR-Yamaha                                             |
| 2019      | Tim Reeves                                             | Mark Wilkes                                            | Adolf RS-Yamaha                                        |
| 2020      | Edizione cancellata per via della pandemia di COVID-19 | Edizione cancellata per via della pandemia di COVID-19 | Edizione cancellata per via della pandemia di COVID-19 |
| 2021      | Markus Schlosser                                       | Mark Wilkes                                            | LCR-Yamaha                                             |
| 2022      | Todd Ellis                                             | Emmanuelle Clément                                     | LCR-Yamaha                                             |
| 2023      | Todd Ellis                                             | Emmanuelle Clément                                     | LCR-Yamaha                                             |
| 2024      | Harry Payne                                            | Kevin Rousseau                                         | Adolf RS-Yamaha                                        |